# 千葉県収用委員会会長襲撃事件
千葉県収用委員会会長襲撃事件（ちばけんしゅうよういいんかいかいちょうしゅうげきじけん）は、1988年（昭和63年）9月21日に、成田空港問題に関連して日本の新左翼の中核派が千葉県千葉市で起こした個人を標的とするテロ事件である。千葉県収用委員会の委員長が襲撃を受け、瀕死の重傷を負った。事件後も中核派はなおも委員らを脅迫、収用委員会を機能停止に追い込み、千葉県の公共事業に長期間の影響を及ぼした。

## 概要

### 事件の背景
収用委員会は土地収用に係る手続きを行うための行政委員会であり、地方自治法に基づいて都道府県毎に設けられる。千葉県においても千葉県収用委員会が設けられている。
二度に亘る行政代執行を経て1978年（昭和53年）に開港した新東京国際空港（現・成田国際空港）では、未成のB滑走路や第2旅客ターミナルの建設に向けた二期地区の整備が引き続き進められていたが、任意の売買では取得ができていない未買収地が残されていた。空港建設予定地内の未買収地の収用を行う場合、千葉県収用委員会での手続が必要であった。二期地区の裁決申請自体は空港の設置・管理を担う特殊法人新東京国際空港公団から開港前の1973年に既に提出されていたが、審理も行われない状態が続いていたことから、過激派の拠点を中心に代執行を実施すべく、収用委員会には審理の再開の要望と催促が寄せられていた。
一方、この二期工事の阻止、ひいては新東京国際空港そのものの廃港を目論み、死者を出すことも厭わない実力闘争を続けていた中核派は、「千葉県収用委員会は、日帝・空港公団が三里塚農民から農地を強奪するための許すことのできない権力機関である」などと主張し、委員を「辞任」させて収用委員会を機能不全にすることにより、新東京国際空港の運営や工事を妨害することを計画した。
中核派は委員個人を標的とし、各委員の自宅や自動車を放火したり、日常的な嫌がらせや悪戯を行った。委員達は警察に何度も相談したが、千葉県警察による特段の対応はなかった。新聞やテレビ等の各マスメディアもそのような状況について、殆んど取り上げようとはしなかった。
委員らにとってこのような孤立無援な状態が続いていた最中、千葉県収用委員会会長の小川彰弁護士（当時57歳）が中核派に襲われ瀕死の重傷を負わされるという事件が発生する。

### 事件の詳細
事件は、1988年（昭和63年）9月21日午後7時頃に発生した。帰宅途中の小川は千葉県千葉市（現・中央区）祐光1丁目の自宅付近の路上で待ち伏せを受け、フルフェイスのヘルメットと白いタオルで覆面した3人の男に突然取り囲まれた。男らは、小川を羽交い締めにして鉄パイプやハンマーで全身を執拗に殴打して瀕死の重傷を負わせたうえ、現金などが入った鞄を奪って盗難車を使い逃走した。小川自身も事件前に「今年は身辺に気を付けなければ」と話して過激派の襲撃を警戒していたが、中核派は襲撃にあたっては餌を与えて小川家の飼い犬を手懐けたうえチリ紙交換の車を装って付近を巡回して入念に下見を行い（午後9時から警備員が見回りをすることとなっており、そのパターンなどを把握したうえでの犯行と考えられる）、更に小川本人や目撃者による110番通報を防ぐために事件現場付近の2箇所200回線（92世帯分）の電話線を予め切断しており、周到な準備をした上で犯行に及んだ。事件に使われた車両は佐倉市内で乗り捨てられ、時限発火装置で炎上させられた状態で発見された。

### 犯行声明
事件後に中核派は、「わが革命軍は、本日……千葉県収用委員会会長の収用委再開阻止の断固たる鉄槌を加えた。この九・二一戦闘は、三里塚強制代執行のための収用委再開策動に革命軍の先制的な鉄の回答をたたきつけたものである。三里塚二期絶対阻止のわれわれの意志をここに示したのだ。千葉県収用委員会は、日帝・空港公団が三里塚農民から農地を強奪するための許すことのできない権力機関である。……収用委員会は全員辞任せよ！三里塚反対同盟に謝罪せよ！強制収用を狙う収用委員会は会長と同じ運命となることを覚悟せよ！」などと『革命軍軍報』で犯行声明文を出した。10月3日付け機関紙『前進』でも犯行を自認した上で「強制収用を狙う収用委員は小川と同じ運命となることを覚悟せよ」などと恫喝の文言が掲載され、警察は中核派によるテロ事件と断定した。
後に事件を捜査していた警視庁公安部・千葉県警察により中核派活動家4人が強盗傷害罪で逮捕・起訴され、中核派活動家2人に懲役6年と懲役5年の有罪判決が言い渡されたが、中核派幹部2人は証拠不十分で無罪判決が言い渡された。また、脅迫電話をかけた男2人も逮捕されて有罪判決を受けている（千葉県収用委員会脅迫電話事件）。

### 被害者の自殺
事件の被害者である小川は、一命こそ取り留めたものの、両足下腿部や両肘部を複雑骨折するなどの重傷を負い、千葉大学医学部附属病院での5回にわたる手術と、リハビリテーションを受けた後も後遺症が残り、杖を使って数百メートルの歩行がやっとという状態であった。小川は「法治国家である以上、このようなテロ行為は間違っている。収用委崩壊が他の公共事業にも悪影響を与えていて、なおさら許せない気持ちだ」と述べていた。
なお、小川自身は人権派であり、用地取得に対する強権姿勢について新東京国際空港公団へ「話し合い解決に向けて、まだやるべきことがあるはずだ」と苦言を呈するなど、成田空港問題に対しては穏健な態度であった。県弁護士会長や霊感商法被害者弁護団長並びに県公害審査会委員などを歴任した小川は、1980年から収用委員会委員を委嘱され、1985年に会長に就任。事件が起きた1988年に実施された改選でも「逃げるわけにはいかない」「僕が辞めたら次の人がやられる」と過激派の攻撃が懸念される中で留任していた。
2002年（平成14年）の暫定並行滑走路供用に際して小川は「よくここまで来たな」と感慨深げにしていたが、この頃から家族に後遺症に苦しんでいることを訴えるようになった。その翌年の2003年（平成15年）2月11日、小川は東京都内で行方不明となった。同年2月13日に故郷である福岡県北九州市の戸畑漁港で水死体が発見され、7月6日にその遺体が小川のものであったことが判明した。遺体に外傷はなく、入水による自殺とみられている。満71歳没。
小川の妻は、行方不明となった日の朝に小川が「もう限界だ。自由にさせてくれ」と言っていたことを明かしながら、「正直言って国の犠牲になったと思っている」と語った。

## 事件が与えた影響・その後

### 収用委員会の機能停止
事件については、地元紙である千葉日報の朝刊でさえ社会面の片隅に掲載するだけの小さな取り扱いであったが、その後の千葉県に与えた影響は甚大であった。
中核派は「農民殺しの収用委会長に鉄槌」などと犯行声明を出し、収用委員会を「農民から農地を強奪するための許すことのできない権力機関」として「人民が生きていくための死活的反撃」と犯行を自画自賛するに留まらず、小川を含む7人の収用委員と2人の予備委員全員の住所と電話番号を機関紙『前進』の一面に掲載して「収用委を実力解体せよ」「収用委の総辞任かちとれ」と呼びかけ、委員・予備委員には「家族ともども処刑台に乗っていると思え」と更なる攻撃を宣言した。
委員らの自宅には「委員をやめないと命の保証はしない」「今度はお前の番だ。次は怪我ではすまさないぞ」「収用委員を辞めないと、家族にも被害がおよぶぞ」「お前は殺人者だ。農民殺しだ」などと脅迫の手紙や電話などが昼夜を分かたず組織的かつ継続的に送られ、自宅に救急車や葬儀屋、大量の寿司の出前を勝手に呼ばれるなどのあらゆる陰湿な嫌がらせ、時限式発火装置による家屋への放火、圧力鍋を用いた爆弾によるゲリラ攻撃、遂には収用委員の親族である小学生の誘拐未遂事件まで起きた。脅迫電話の内容には、外部では知りえないはずの委員と知事の極秘会談の内容まで含まれており、県庁内部に中核派への内通者がいる疑惑が浮上した。
このため、襲撃事件直後は「暴力に屈しない」としていた収用委員らも、10月24日までに全員が沼田武千葉県知事に辞表を提出するに至った。委員らは記者会見で、妻がノイローゼで入院するなど家族への影響が出ていることを明らかにした上で「疲労困憊その職にたえずの心境だ」と述べた。中核派は後任の委員を委嘱される可能性がある学識経験者や弁護士らに対しても脅迫状を送りつけ、沼田知事は11月24日、「成田空港の建設は国家的事業であり、土地収用は国からの委任事務であることから、国が万全の対策を講じて取り組んでほしい」などのコメントを出して、後任を選任しないまま委員らの辞表を受理した。
こうして千葉県収用委員会は事務局のみとなり、中核派の目論見通り収用委員会が機能停止する事態に陥った。新東京国際空港の建設を強硬に推進していた運輸省や日本国政府にとっては、土地収用や行政代執行が出来なくなる想定外の出来事であった。また、中核派は公共用地の取得に関する特別措置法に基づく建設大臣による収用採決を阻止するため、1989年（平成元年）1月29日に公共用地審議会会長代理宅に対する爆破ゲリラ事件も起こしている。
このような事態に、沼田知事が「このような暴挙はまさに民主主義、法治主義に対する重大な挑戦であり、断じて許されない」とコメントしたのを始め、中核派は世論からの強い批難を浴びることとなり、小川が所属する日本弁護士連合会や北原派と対立し実力闘争から距離を置くようになっていた反対同盟熱田派からも事件を批判する声明を出された。しかし、収用委員会機能停止後も、中核派は県議会関係者宅や元委員宅への放火を引き続き行っている。
この余波で、特定空港周辺航空機騒音対策特別措置法の適用地区を決定する手続きが中断されたほか、千葉県では収用委員会が機能しないという異常事態が長らく継続した。そのため、新東京国際空港拡張のみならず、用地取得が難航していた東葉高速線敷設や東京外かく環状道路（外環道）建設などを始めとする千葉県内のインフラ全般において収用を行えなくなり、整備の停滞や建設価格上昇に伴う公共サービスのコスト増大など種々弊害が生じることとなった。

### 収用委員会の再建と現在
その後、新左翼が激減して事態が沈静化したこともあり、2004年（平成16年）に千葉県知事堂本暁子が「収用委員会が機能停止していては県民に不利益が生じる、苦渋の決断だが再建する」と表明。12月8日に収用委員会が再建され、翌年1月17日に約16年ぶりに委員会が開催された。ただし、その時点では委員の氏名を非公開とし、1994年（平成6年）に政府と旧熱田派が合意に達した成田空港問題円卓会議での「和解協定」により、成田国際空港の二期工事には適用しないこととされた。
土地収用法では、収用委員会の審理や議事録は原則公開と定められているが、千葉県収用委員会では、新左翼のテロリズムによる報復攻撃を防ぐために秘密会で実施されていた、しかし、収用委員全員の要望により2005年（平成17年）7月に公開に方針転換し、議員の守秘義務も解かれた。2007年（平成19年）12月、千葉県は収用委員会7名の氏名を公表した。
なお千葉県では現状、外環道建設などのインフラ整備に限り土地収用法を適用しているが、成田国際空港二期地区の土地収用に関しては、前述の和解協定により引き続き土地収用法に基づく行政代執行の適用除外となっている。
1981年から25年間中核派の三里塚現地闘争本部の責任者を務めていた岸宏一は、『三里塚のイカロス』収録に際して2015年10月から12月にかけて行われたインタビューの中でこの事件を振り返り、被害者の小川について「彼は人権派でいい弁護士だった」と認めつつも、「あれは、いい作戦だったと考えている。今後、収用委員会を襲えば他の場所でも収用不能となるということを実践したんだ」と語っている。なお、この映画の撮影にあたり、監督の代島治彦が事件時にその場に居合わせた小川の同僚の弁護士に連絡をとって出演を依頼したが、「小川さんの家族は憤りながらも忘れたがっているし、自分もどういう危険があるかわからないから話したくない」と断られている。